# Higashi-ku (Okayama)
Higashi (東区 Higashi-ku?) es un barrio de la ciudad de Okayama, en la prefectura de Okayama, Japón. En junio de 2019 tenía una población estimada de 94.053 habitantes y una densidad de población de 586 personas por km². Su área total es de 160,53 km².

## Demografía
Según los datos del censo japonés, esta es la población de Higashi en los últimos años.
| Año del censo | Población |
| ------------- | --------- |
| 2005          | 96.718    |
| 2010          | 96.948    |
| 2015          | 95.577    |